# Gunung Pane
Gunung Pane is een bestuurslaag in het regentschap Serdang Bedagai van de provincie Noord-Sumatra, Indonesië. Gunung Pane telt 1295 inwoners (volkstelling 2010).